# Liste der Baudenkmale in Oldenburg (Oldb) – Adlerstraße
In der Liste der Baudenkmale in Oldenburg (Oldb) – Adlerstraße stehen alle Baudenkmale der Adlerstraße in Oldenburg (Oldb).  Die Quelle der IDs und der Beschreibungen ist der Denkmalatlas Niedersachsen.
Der Stand der Liste ist das Jahr 2022(22).

## Allgemein
In den Spalten befinden sich folgende Informationen:
- Lage: die Adresse des Baudenkmales und die geographischen Koordinaten. Kartenansicht, um Koordinaten zu setzen. In der Kartenansicht sind Baudenkmale ohne Koordinaten mit einem roten Marker dargestellt und können in der Karte gesetzt werden. Baudenkmale ohne Bild sind mit einem blauen Marker gekennzeichnet, Baudenkmale mit Bild mit einem grünen Marker.
- Bezeichnung: Bezeichnung des Baudenkmales
- Beschreibung: die Beschreibung des Baudenkmales. Unter § 3 Abs. 2 NDSchG werden Einzeldenkmale und unter § 3 Abs. 3 NDSchG Gruppen baulicher Anlagen und deren Bestandteile ausgewiesen.
- ID: die Objekt-ID des Baudenkmales
- Bild: ein Bild des Baudenkmales, ggf. zusätzlich mit einem Link zu weiteren Fotos des Baudenkmals im Medienarchiv Wikimedia Commons. Wenn man auf das Kamerasymbol klickt, können Fotos zu Baudenkmalen aus dieser Liste hochgeladen werden:

Zurück zur Hauptliste
| Lage                                     | Bezeichnung | Beschreibung | ID       | Bild |
| ---------------------------------------- | ----------- | --- | -------- | ---- |
| Adlerstraße 1 53° 8′ 40″ N, 8° 12′ 5″ O  | Wohnhaus    | Eineinhalbgeschossiger giebelständiger Putzbau von vier Achsen über Sockelgeschoss mit Drempel unter Satteldach (Typus „Oldenburger Hundehütte“). Links eingeschossiger Standerker, Eingang mit Freitreppe und Überdachung an der rechten Seite. Putzgliederung: Rustizierung des Sockelgeschosses, horizontale Putzfugen, Fensterrahmungen und geschossteilende Gesimse. Vorgarten und eiserne Einfriedung. Erbaut 1897, Architekt Carl F. Spieske. | 37454459 | BW   |
| Adlerstraße 2 53° 8′ 41″ N, 8° 12′ 5″ O  | Wohnhaus    | Eineinhalbgeschossiger giebelständiger Putzbau von über Sockelgeschoss mit Drempel unter Satteldach (Typus „Oldenburger Hundehütte“). Links eingeschossiger Standerker, darüber Balkon, an der rechten Seite zurückgesetzter Vorbau mit Eingang. Putzgliederung: Rustizierung des Sockelgeschosses, horizontale Putzfugen, Fensterrahmungen und geschossteilende Gesimse. Hölzerner Schwebegiebel. Vorgarten. Erbaut 1895, Architekt Heinz Wittholt. | 37454481 | BW   |
| Adlerstraße 3 53° 8′ 41″ N, 8° 12′ 5″ O  | Wohnhaus    | Eineinhalbgeschossiger giebelständiger Putzbau von vier Achsen über Sockelgeschoss mit Drempel unter Satteldach (Typus „Oldenburger Hundehütte“). Rechts eingeschossiger Standerker mit Balkon darüber, an der rechten Seite zurückliegender Vorbau mit Eingang. Putzgliederung: Rustizierung des Sockelgeschosses, horizontale Putzfugen, Eckquaderung, Pilaster am Standerker, Fensterrahmungen, z. T. Ädikulen und geschossteilende Gesimse. Vorgarten. Erbaut 1891, Architekt Carl F. Spieske.                                                              | 37454503 | BW   |
| Adlerstraße 4 53° 8′ 42″ N, 8° 12′ 5″ O  | Wohnhaus    | Eineinhalbgeschossiger giebelständiger Putzbau von vier Achsen über Sockelgeschoss mit Drempel unter Satteldach (Typus „Oldenburger Hundehütte“). Rechts eingeschossiger Standerker mit Balkon darüber, an der rechten Seite zurückliegender Vorbau mit Eingang. Putzgliederung: Quaderung, Fensterrahmungen und geschossteilende Gesimse. Verzierter hölzerner Schwebegiebel. Vorgarten. Erbaut 1891–1892, Architekt Carl F. Spieske. | 37454525 | BW   |
| Adlerstraße 5 53° 8′ 43″ N, 8° 12′ 5″ O  | Wohnhaus    | Eckhaus zur Blumenstraße. Giebelständiger, eingeschossiger Putzbau über Kellersockel unter Mansarddach mit halbrundem eingeschossigen Standerker und Balkon darüber rechts sowie Veranda an der Ecke links. Sockel backsteinsichtig. Sparsame Putzgliederung (Gesimse, Reliefkranz). Vorgarten und eiserne Einfriedung. Innenausstattung mit Fliesen, Treppenhaus, Zimmertüren und Kachelofen erhalten. Erbaut 1913–1914, Architekt Adolf Wiemken. | 37454547 | BW   |
| Adlerstraße 6 53° 8′ 44″ N, 8° 12′ 5″ O  | Wohnhaus    | Zweigeschossiger Backsteinbau mit Putzgliederung von vier Achsen über Sockelgeschoss unter Walmdach. An der rechten Seite zurückliegender Vorbau mit Eingang. Putzgliederung: Rustizierung des Sockelgeschosses, geschossteilende Gesimse, Konsolfries unter der Traufe und Fensterrahmungen. Vorgarten und eiserne Einfriedung. Erbaut 1902, Architekt F. Hegeler | 37454569 | BW   |
| Adlerstraße 7 53° 8′ 44″ N, 8° 12′ 6″ O  | Wohnhaus    | Zweigeschossiger Putzbau von vier Achsen über Sockelgeschoss mit flachem Risalit links, darüber Zwerchgiebel mit Pilastern und Lisenen, unter Mansardwalmdach. Rechts zurückliegender Vorbau mit Eingang. Putzgliederung: Rustizierung des Sockelgeschosses, rustizierte Quader am Risalit, Fensterrahmungen und Gesimse. Vorgarten und eiserne Einfriedung. Innenausstattung wie Treppenhaus, Innentüren, Stuckelemente und Fensterbestand erhalten. Erbaut 1902, Architekt: Fritz Hegeler.                                                                    | 37454591 | BW   |
| Adlerstraße 8 53° 8′ 45″ N, 8° 12′ 6″ O  | Wohnhaus    | Eckhaus zur Kastanienallee. Zweigeschossiger Putzbau über Kellersockel unter Mansardwalmdach, mit zweigeschossigen Standerkern mittig zur Adlerstraße (polygonal) und zur Ecke (schräggestellt) sowie Risalit mit Giebel zur Kastanienallee. Zwerchgiebel über den Standerkern heute vereinfacht. Putzgliederung: Fensterrahmungen und flaches geschossteilendes Band. Vorgarten und eiserne Einfriedung. Erbaut 1907, Architekten Gebrüder Barkemeyer. | 37454613 | BW   |
| Adlerstraße 9 53° 8′ 46″ N, 8° 12′ 6″ O  | Wohnhaus    | Eckhaus zur Kastanienallee. Drei Risalite zur Kastanienallee, an der Ecke (schräggestellt) und zur Adlerstraße, der linke mit hölzernem Schwebegiebel, die beiden rechten mit Fachwerkgiebel. Zur Adlerstraße in beiden Geschossen breiter Balkon. An der rechten Seite zurückliegender Vorbau mit Eingang. Bewegte Dachlandschaft, Kern mit Walmdach. Sparsame Putzgliederung: Rauputz im Sockelgeschoss, flache horizontale Bänder, Fenstersohlbänke. Vorgarten. Erbaut 1906, Architekt F. Hegeler.                                                           | 37454635 | BW   |
| Adlerstraße 10 53° 8′ 46″ N, 8° 12′ 6″ O | Wohnhaus    | Zweigeschossiger Putzbau von vier Achsen über Sockelgeschoss unter Walmdach, darauf mittig zweiachsige Giebelgaupe. Eingang auf der linken Seite. Putzgliederung: geschossteilende Gesimse, Fensterrahmungen, Fenster des OG mit Balustern an der Brüstung. Vorgarten. Erbaut 1903, Architekt Heinz Wittholt. | 37454657 | BW   |
| Adlerstraße 11 53° 8′ 46″ N, 8° 12′ 6″ O | Wohnhaus    | Zweigeschossiger Putzbau von vier Achsen über Sockelgeschoss unter Mansardwalmdach, darauf mittig zweiachsige Giebelgaupe. An der rechten Seite zurückliegender Vorbau mit Eingang. Putzgliederung: Rustizierung des Sockelgeschosses und der Ecken, horizontale Putzfugen, geschossteilende Gesimse, Fensterrahmungen, Fenster des OG mit Balusterbrüstungen. Vorgarten und eiserne Einfriedung. Erbaut 1904, Architekt Heinz Wittholt. | 37454679 | BW   |
| Adlerstraße 12 53° 8′ 47″ N, 8° 12′ 6″ O | Wohnhaus    | Zweigeschossiger Putzbau von vier Achsen über Sockelgeschoss unter Walmdach, darauf mittig zweiachsige Giebelgaupe. Links eingeschossiger polygonaler Standerker, darüber Balkon. An der rechten Seite zurückgesetzter Vorbau mit Eingang. Putzgliederung: Rustizierung des Sockelgeschosses, horizontale Putzfugen im EG, Eckpilaster im OG, geschossteilende Gesimse, Fensterrahmungen. Vorgarten und eiserne Einfriedung. Erbaut 1905, Architekt: Heinz Wittholt.                                                                                            | 37454701 | BW   |
| Adlerstraße 13 53° 8′ 48″ N, 8° 12′ 6″ O | Wohnhaus    | Eckhaus zur Margaretenstraße. Zweigeschossiger Putzbau über Sockelgeschoss mit zweigeschossigem polygonalen Standerker rechts, darüber geschweiftem Zwerchgiebel, unter Walmdach. Auf der linken Seite zurückliegender Vorbau mit Eingang. Sparsame Putzgliederung: partiell Rauputz, geschossteilende Gesimse, flache Fensterrahmungen, am Zwerchgiebel Jugendstilornamente. Eiserne Einfriedung. Erbaut 1907, Architekt Heinz Wittholt. | 37454723 | BW   |
| Adlerstraße 14 53° 8′ 49″ N, 8° 12′ 6″ O | Wohnhaus    | Eckhaus zur Margaretenstraße. Zweigeschossiger Putzbau über Sockelgeschoss mit Risaliten zur Margaretenstraße, zur Ecke (schräggestellt, darüber polygonale Dachgaupe) und zur Adlerstraße, letztere mit abgerundeten Ecken, darüber halbkreisförmiger Zwerchgiebel. Zur Adlerstraße in beiden Geschossen Balkon mit eisernem Geländer. Bewegte Dachlandschaft, im Kern Walmdach. Sparsame Putzgliederung: partiell Rauputz, geschossteilendes Band, im Zwerchgiebel flache Jugendstilornamentik. Vorgarten. Erbaut 1906–1907, Architekten Gebrüder Barkemeyer. | 37454745 | BW   |
| Adlerstraße 15 53° 8′ 49″ N, 8° 12′ 6″ O | Wohnhaus    | Eineinhalbgeschossiger giebelständiger Putzbau über Kellersockel unter Satteldach. Rechts Auslucht, darüber Balkon. An der rechten Seite zurückliegender Vorbau mit Eingang. Sockel in großen Bruchsteinen. Sparsame Putzgliederung: horizontale Bänder. Vorgarten. Erbaut 1913 von Maurermeister H. Bodemann. | 37454768 | BW   |
| Adlerstraße 16 53° 8′ 49″ N, 8° 12′ 6″ O | Wohnhaus    | Eingeschossiger giebelständiger Putzbau über Sockelgeschoss unter Mansarddach. EG zurückgesetzt, daran links polygonale Auslucht, an der rechten Seite Vorbau mit Eingang. Sparsame Putzgliederung (einzelne horizontale Bänder). Vorgarten. Erbaut 1911, Architekten Wege & Boschen. | 37454790 | BW   |
| Adlerstraße 17 53° 8′ 50″ N, 8° 12′ 6″ O | Wohnhaus    | Eingeschossiger giebelständiger Putzbau über Kellersockel unter Mansarddach. Rechts Auslucht, darüber in ganzer Breite der Fassade Balkon auf Konsolen. Auf Höhe des Knicks des Mansarddachs Fußwalm. An der rechten Seite halbrund schließender Vorbau mit Eingang. Vorgarten. Erbaut 1912–1913 von Maurermeister H. Bodemann. | 37454812 | BW   |
| Adlerstraße 18 53° 8′ 51″ N, 8° 12′ 6″ O | Wohnhaus    | Eingeschossiger giebelständiger Putzbau über Kellersockel mit polygonaler Auslucht links, darüber Balkon und Wintergarten rechts, unter Mansarddach. Eingang auf der rechten Seite. Vorgarten. Erbaut 1912, Architekt B. Hanenkamp. | 37454834 | BW   |
| Adlerstraße 20 53° 8′ 49″ N, 8° 12′ 8″ O | Wohnhaus    | Eingeschossiger giebelständiger Putzbau über Kellersockel mit halbrunder Auslucht links, darüber Balkon, und kleinem kreisförmigen Eckerker rechts, unter Mansarddach mit traufseitigen Zwerchgiebeln. Eingang an der linken Seite. Vorgarten. Erbaut 1919, Architekt H. Bodemann. | 37473659 | BW   |
| Adlerstraße 21 53° 8′ 46″ N, 8° 12′ 7″ O | Wohnhaus    | Eckhaus zur Kastanienallee. Eingeschossiger Putzbau über Sockelgeschoss mit Risalit, davor Auslucht, und Zwerchhaus zur Adlerstraße, polygonalem Standerker links und Erker rechts zur Kastanienallee, unter Halbwalmdach. Zur Adlerstraße links Eingangsvorbau unter Schleppdach. Vorgarten. Erbaut 1911, Architekt Heinrich Schelling. | 37464985 | BW   |
| Adlerstraße 25 53° 8′ 41″ N, 8° 12′ 7″ O | Wohnhaus    | Zweigeschossiger Putzbau von vier Achsen über Sockelgeschoss mit zweiachsigem Risalit rechts unter Walmdach. Eingang rechts. Putzgliederung: Rustizierung des Sockelgeschosses, horizontale Putzfugen, geschossteilende Gesimse und Fensterrahmungen, Portalrahmung mit Reliefs (Jagdhörner und Schädel). Vorgarten und eiserne Einfriedung. Erbaut 1899, Architekt L. Sievers. | 37454856 | BW   |
| Adlerstraße 26 53° 8′ 40″ N, 8° 12′ 7″ O | Wohnhaus    | Dreigeschossiger vierachsiger Putzbau mit Eingang links und flachem Risalit sowie zweigeschossigem polygonalen Standerker rechts, darüber Balkon und Zwerchgiebel mit Voluten, unter Mansardwalmdach. Putzgliederung: horizontale Putzfugen im EG, Portalrahmung und -ädikula, geschossteilende Gesimse und Konsolfries unter der Traufe, Fensterrahmungen, im zweiten OG reliefierte Brüstungsplatten. Vorgarten und eiserne Einfriedung. Erbaut 1905, Architekt L. Sievers.                                                                                   | 37454878 | BW   |